# Рожева мапа (фільм)
«Рожева мапа»  — український експериментальний фільм 2016 року українського режисера Ель Парвулеско (творчий псевдонім наукового співробітника Центру імені Довженка Олександра Телюка).

## Сюжет
В жанрі кіноесе фільм розповідає про знайомство мандрівника з гідом в «місті Уліса» Лісабоні. Так він дізнається про «Рожеву мапу» — один з найбільш амбітних планів в історії колоніальних війн. Історії минулого Португалії, наштовхують мандрівника на роздуми про колоніальне минуле України
.

## Творча група
- Ель Парвулеско — режисер, сценарист
- Тета Цибульник — продюсер
- Віктор Глонь — диктор
- Катерина Герасимчук — звук

## Історія створення
Ідея фільму виникла у Еля Парвулеско під час перебування в Португалії влітку 2015 року. Зйомки фільму відбувалися в Лісабоні в серпні того ж року. Фільм знімався на цифрову камеру Canon EOS з застосуванням в роботі об'єктиву принципу камери-обскуру.
Оскільки фільм було знято у незвичній манері, в деяких моментах фільму зображення було нечітким та незрозумілим. За словами дистриб'ютора фільму Іллі Гладштейна, «імлу фільму в окремих регіональних кінотеатрах сприйняли за некондиційне відео і попросили надати іншу фільмокопію».

## Прокат
Українська прем'єра стрічки відбулась 7 травня 2016 року на Міжнародному кінофестивалі кіно і урбаністики «86»
20 липня фільм було показано в Національній конкурсній програмі Сьомого Одеського кінофестивалю.
1 вересня 2016 року фільм вийшов в український прокат в рамках альманаху «Український експеримент». Стрічка демонструвалася в Києві, Запоріжжі, Львові, Одесі.

## Відзнаки
За підсумками 2016 року фільм потрапив до longlist номінантів кінопремії «Золота дзиґа» Української кіноакадемії в категорії «Короткометражний ігровий фільм».

## Критика
Кінокритики відгукнулися про стрічку позитивно. Зокрема критики описували фільм як «прекрасно-поетична стрічка із сонно-спекотним зображенням». Надія Парфан, творець інновативного кінопроєкту експериментального кіно «Український експеримент», описала фільм як такий, що «викликав абсолютну симпатію, коли він надійшов на конкурс».